# Amaury du Closel
 (février 2024).
Si vous disposez d'ouvrages ou d'articles de référence ou si vous connaissez des sites web de qualité traitant du thème abordé ici, merci de compléter l'article en donnant les références utiles à sa vérifiabilité et en les liant à la section « Notes et références ».
Amaury du Closel, né Amaury Barbat du Closel le 6 février 1956 à Saint-Cloud et mort le 7 octobre 2024 au Puy-en-Velay, est un compositeur et chef d'orchestre français contemporain.

## Biographie
Amaury du Closel est le fils d'Alain Barbat du Closel, né en 1929, maire-adjoint de Versailles de 1995 à 2001 et membre titulaire de l'Académie des sciences morales, des lettres et des arts de Versailles
Viennois d'adoption, Amaury du Closel a étudié la composition avec Max Deutsch et la direction d’orchestre au Conservatoire royal de Mons avec Alexandre Myrat. Il a suivi des masterclasses à Vienne avec Karl Oesterreicher et Sir Charles Mackerras. Il dirige en novembre 1983 à Strasbourg la musique de Carl Davis pour le Napoléon d'Abel Gance. Pendant la saison 1984-1985, il est chef assistant à l'Orchestre symphonique et lyrique de Nancy. En 1985, il remporte le 2e Concours international de chefs d'orchestre « Masterplayers » de Lugano. Il dirigea pendant de longues années l'Orchestre philharmonique d'État de Timisoara, en Roumanie.
Depuis ses débuts, Amaury du Closel a dirigé plus de 80 orchestres en Europe et en Asie, dont le Berliner Symphoniker à la Philharmonie de Berlin et au Festival de la Chaise-Dieu en 2017. 2021 le verra en Italie, Allemagne, au Concertgebouw d’Amsterdam avec le Berliner Symphoniker et en tournée dans  de nombreux pays européens (Lituanie, Bosnie, Autriche) ainsi qu’en tournée française de festivals (Sully, Festival de l’Orne) et de concerts avec son Orchestre Les Métamorphoses, sans oublier une nouvelle production de Lucia di Lammermoor de Donizetti et des Noces  de Figaro de Mozart. 
Directeur musical de la compagnie lyrique Opéra nomade depuis 2000, Amaury du Closel est également directeur musical de l’Académie lyrique depuis 2006. Il a fondé en 2003 le Forum Voix étouffées dont le but est de promouvoir la musique des compositeurs persécutés par le nazisme, et a publié en 2005 Les Voix étouffées du Troisième Reich chez Actes Sud, Prix du meilleur essai du Syndicat de la critique musicale. Il a créé l'Orchestre Les Métamorphoses en 2018, très remarqué depuis par la critique.
Amaury du Closel poursuit également une carrière de compositeur : son catalogue comporte une trentaine d’opus, dont des œuvres pour orchestre, diverses pièces de musique de chambre, des mélodies, , etc. Pour le cinéma, il a composé la musique des films muets La Dixième Symphonie d’Abel Gance et Michel Strogoff de V. Tourjansky.
Amaury du Closel meurt le 7 octobre 2024 à l'âge de 68 ans.

## Œuvre
Son catalogue compte environ vingt-cinq opus dont trois ont fait l'objet de commandes d'État : Concerto de chambre, 1978 ; l'opéra de chambre Le Château de Barbe-Bleue, 1982 ; Bazar-Express, 1983.
Ses œuvres comprennent Cinq Poèmes expressionnistes pour contralto et orchestre 1993, un cycle vocal sur des poèmes d'Else Lasker-Schüler pour ténor et orchestre 1995, Voiles pour orchestre 1996, Cinq Poèmes de Paul Celan 1996, ainsi qu’Abîmes, pièce pour violoncelle seul dédiée à Henri Dutilleux et créée en octobre 1998 par Barbara Marcinkowska.
Plus récemment, il a composé Nahem (2008) pour trio à cordes chantant, Stolpersteine pour ensemble de chambre (2021), une Symphonie de chambre (2021).
Amaury du Closel écrit également pour le cinéma muet, notamment pour La Dixième Symphonie d'Abel Gance, créée en 1986 au Festival de Chateauvallon et reprise au Barbican Centre à Londres ainsi qu'à Athènes puis enregistrée pour la télévision (La Sept). Il a signé la musique du film Michel Strogoff de Victor Tourjanski (1926), partition créée en 1993 au Palais de la musique d'Athènes, enregistrée pour France 3.

## Discographie
Une partie de la discographie a paru sur le label Aquarius Records distribué par Christian Brunet pour Levitan Sa et Ledisc. Il enregistre également avec le Nürnberger Symphoniker pour les labels Deutsche Grammophon et Sony, et avec d'autres orchestres, pour les labels Naxos et KMI.

## Livre
- Les voix étouffées du IIIe Reich : entartete Musik, Actes Sud, Arles, 2005  (ISBN 978-2-742752645)

## Décorations
- Officier de l'ordre des Arts et des Lettres
- Commandeur d'or de l'ordre du Mérite autrichien
- Chevalier de l'ordre du Mérite de la République fédérale d'Allemagne